# Hans Benedikt
Hans Ferdinand Benedikt (* 17. Juni 1936 in München; † 15. Oktober 2012 in Augsburg) war ein deutscher Ingenieur und Gründer der Hans-Benedikt-Stiftung.

## Leben
Benedikt studierte Elektroingenieurwesen von 1954 bis 1957 am Polytechnikum in München (heute Hochschule München), von 1957 bis 1959 an der RWTH Aachen und von 1959 bis 1962 an der TU München. Ab 1963 war er Assistent am Institut für Mess- und Regelungstechnik der Technischen Hochschule München. Im Jahre 1967 nahm er dann seine Dozententätigkeit am Rudolf-Diesel-Polytechnikum (später Hochschule Augsburg) auf. 
1971 wurde er zum Professor an der neu gegründeten Fachhochschule Augsburg berufen. Ab 1985 war er Vizepräsident und vom 1. Oktober 1988 bis zum 30. September 2000 Präsident der Fachhochschule Augsburg.

## Veröffentlichungen
- Ludwig Merz, Hans Benedikt: Grundkurs der Messtechnik – von Grundkurs der Messtechnik (Band 1). 3. Auflage. 1971, ISBN 978-3-486-37393-6.
- Hans Benedikt: Lehrgang Elektronik – Elementare Schaltungen und Röhren (Band 2). 2. Auflage. 1969.

## Ehrungen
- Verdienstkreuz am Bande der Bundesrepublik Deutschland